# Indulona

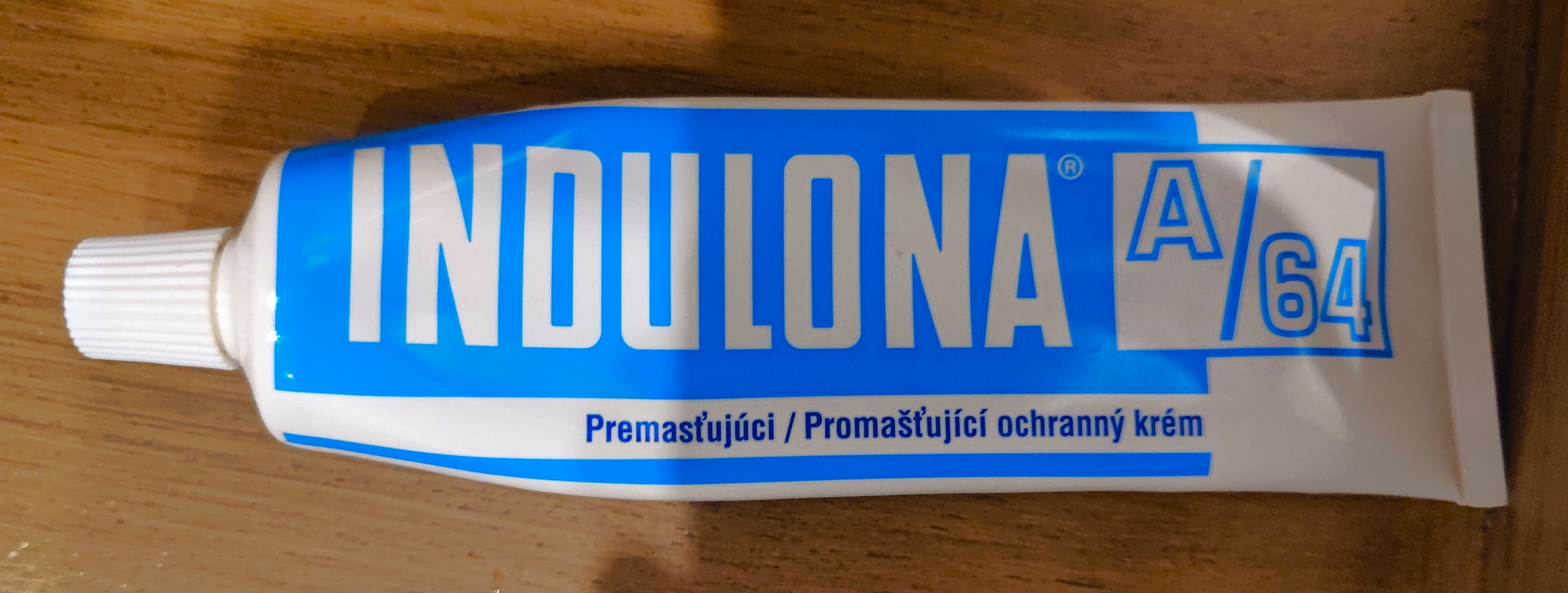
Indulona zakoupená v roce 2024

Indulona je slovenská značka krémů na ruce a později i další kosmetiky. Značku v současnosti (2023) vlastní řecká skupina Sarantis, která – patrně na přelomu let 2017 a 2018 – získala za 213 milionů korun společnost Saneca Trade vyrábějící krém Indulonu. Historie značky sahá do roku 1948, vznikla ve slovenském Hlohovci, kde se stále vyrábí. Vyrobí se přibližně šest milionů kusů za rok.

## Název a tvůrci
Název krému Indulona je inspirován slovem industrializace, jelikož v období, kdy vznikla, bylo poválečné Československo na vzestupu a industrializace byla častým tématem zpráv. Indulona byla vyvinuta pro pracovníky ve vzrůstající průmyslové výrobě. Sloužila k ochraně a prevenci pokožky rukou před podrážděním a vysycháním. Od samého počátku nesl krém název Indulona a vyráběl se v několika podobách, které byly rozlišeny číselnou řadou. Počínaje rokem 1958 se začala vyrábět „modrá Indulona“ pod označením „A/64“, té se lidově začalo říkat „zázračný krém“.
První recepturu vyvinuli čeští dermatologové prof. Gustav Lejhanec (1907–1973) a prof. Jan Roubal. V čele týmu, který prováděl klinické testy, stál slovenský dermatolog prof. Eugen Hegyi (1917–2011).

## Poznámka
Společnost Saneca Trade, s. r. o., vyrábějící Indulonu, byla po fúzi skupinou Sarantis Group, dne 1. prosince 2018 přejmenována na nový název Sarantis Slovakia, s. r. o. Rozhodným dnem fúze ve smyslu § 10 zákona č. 125/2008 Sb., o přeměnách obchodních společností a družstev, byl 1. leden 2019.